# Kanton Poitiers-2
Kanton Poitiers-2 is een kanton van het Franse departement Vienne. Kanton Poitiers-2 maakt deel uit van het arrondissement Poitiers.

## Gemeenten
Het kanton Poitiers-2 omvat volgende gemeenten:
- Buxerolles
- Poitiers (deels, hoofdplaats)

Bij de herindeling van de kantons door het decreet van 26 februari 2014 met uitwerking op 22 maart 2015 werd de verdeling van Poitiers over zijn kantons aangepast en sindsdien gaat het hier om een noordelijk deel.